# وینسنت پی. برایان
وینسنت پی. برایان (انگلیسی: Vincent P. Bryan؛ ‏ ۲۲ ژوئن ۱۸۷۸ – ۲۷ آوریل ۱۹۳۷) کارگردان فیلم، آهنگساز و فیلم‌نامه‌نویس اهل ایالات متحده آمریکا بود.
از فیلم‌هایی که وی در آن‌ها نقش داشته‌است، می‌توان به حکمران و پیروانش، دِین خود را ادا کن و پول کاغذی اشاره نمود.